# Băuțar
Băuțar is een Roemeense gemeente in het district Caraș-Severin.
Băuțar telt 2713 inwoners.